# 阿德里亞諾·加西亞
阿德里亞諾·馬里奧·加西亞（義大利語：Adriano Mario Garsia，1928年8月20日—）是一名義大利裔美國數學家，研究領域包括分析、組合數學、表示論和代數幾何。他是查爾斯·婁威納的學生，發表過關於表示論、對稱函數和代數組合學的著作。他和馬克·海曼提出了n!猜想。他也與學生蜜雪兒·L·瓦克斯於1977年共同發表最佳化二元搜尋樹的加西亞-瓦克斯演算法。
1928年8月20日，加西亞出生於突尼西亞的義大利家庭，1946年移居羅馬。
截至2023年，加西亞有36名學生和至少200名後裔。他曾在加州大學聖地牙哥分校任教。作為數學系的創始成員，他在加州大學聖地牙哥分校工作了57年，並於2013年退休。在2019年他的90歲生日會上，值得一提的是他是美國國家科學基金會資助的最年長的首席研究員。
2012年，他獲選為美國數學學會會士。

## 外部連結
- 阿德里亞諾·加西亞在數學譜系計畫的資料。